# Birinci Divizionu 2001/02
Die Birinci Divizionu 2001/02 war die elfte Saison der zweithöchsten Fußball-Spielklasse Aserbaidschans.

## Modus
Die sieben Mannschaften spielten aufgeteilt in einer Hin- und einer Rückrunde jeweils zwei Mal gegeneinander. Jedes Team bestritt dabei zwölf Saisonspiele. Zu den ersten drei Vereine, die in die Premyer Liqası aufstiegen, erhielt auch der Fünfte, FK Adliyya Baku eine Lizenz für die Premyer Liqası.

## Vereine
| Verein              | Stadt    |
| ------------------- | -------- |
| FK Adliyya Baku     | Baku     |
| FK Neftqaz Baku     | Baku     |
| Bakılı Baku PFK     | Baku     |
| FK Xəzər Lənkəran   | Lənkəran |
| FK Şilavar Lənkəran | Lənkəran |
| FK Lokomotiv İmişli | İmişli   |
| FK Xǝzǝr Sumqayıt   | Sumqayıt |

## Abschlusstabelle
| Pl. | Verein                | Sp. | S  | U | N | Tore    | Diff. | Punkte |
| --- | --------------------- | --- | -- | - | - | ------- | ----- | ------ |
| 1.  | FK Lokomotiv İmişli   | 12  | 10 | 1 | 1 | 035:130 | +22   | 31     |
| 2.  | FK Xǝzǝr Sumqayıt (A) | 12  | 8  | 2 | 2 | 027:120 | +15   | 26     |
| 3.  | Bakılı Baku PFK       | 12  | 6  | 3 | 3 | 025:120 | +13   | 21     |
| 4.  | FK Şilavar Lənkəran   | 12  | 5  | 3 | 4 | 020:140 | +6    | 18     |
| 5.  | FK Adliyya Baku (N) 1 | 12  | 3  | 2 | 7 | 011:180 | −7    | 11     |
| 6.  | FK Xəzər Lənkəran     | 12  | 2  | 1 | 9 | 007:300 | −23   | 07     |
| 7.  | FK Neftqaz Baku       | 12  | 1  | 2 | 9 | 007:330 | −26   | 05     |

| (A) | Absteiger aus der Premyer Liqası 2000/01 |
| (N) | Neuling                                  |